# Jüdische Kommunistische Partei Poale Zion
Die Jüdische Kommunistische Partei "Poale Zion" (russisch Еврейская коммунистическая партия (Поалей-Цион)) war eine Partei in Sowjetrussland von 1919 bis 1922.

## Geschichte
Die Partei wurde im August 1919 durch einen Teil der Mitglieder der Jüdischen Sozialistisch-Demokratischen Arbeiterpartei Poale Zion in Gomel gegründet.
Sie wurde Teil der Jüdischen Kommunistischen Union Poale Zion und der Kommunistischen Internationale.
1922 wurde sie Teil der Kommunistischen Partei Russlands.